# Oberhausen-Rheinhausen
Oberhausen-Rheinhausen är en kommun i Landkreis Karlsruhe i regionen Mittlerer Oberrhein i Regierungsbezirk Karlsruhe i förbundslandet Baden-Württemberg i Tyskland. 
Kommunen bildades 1 januari 1975 genom en sammanslagning av kommunerna Oberhausen-Rheinhausen.
Kommunen ingår i kommunalförbundet Philippsburg tillsammans med staden Philippsburg.